# Stal o podwyższonej odporności na warunki atmosferyczne

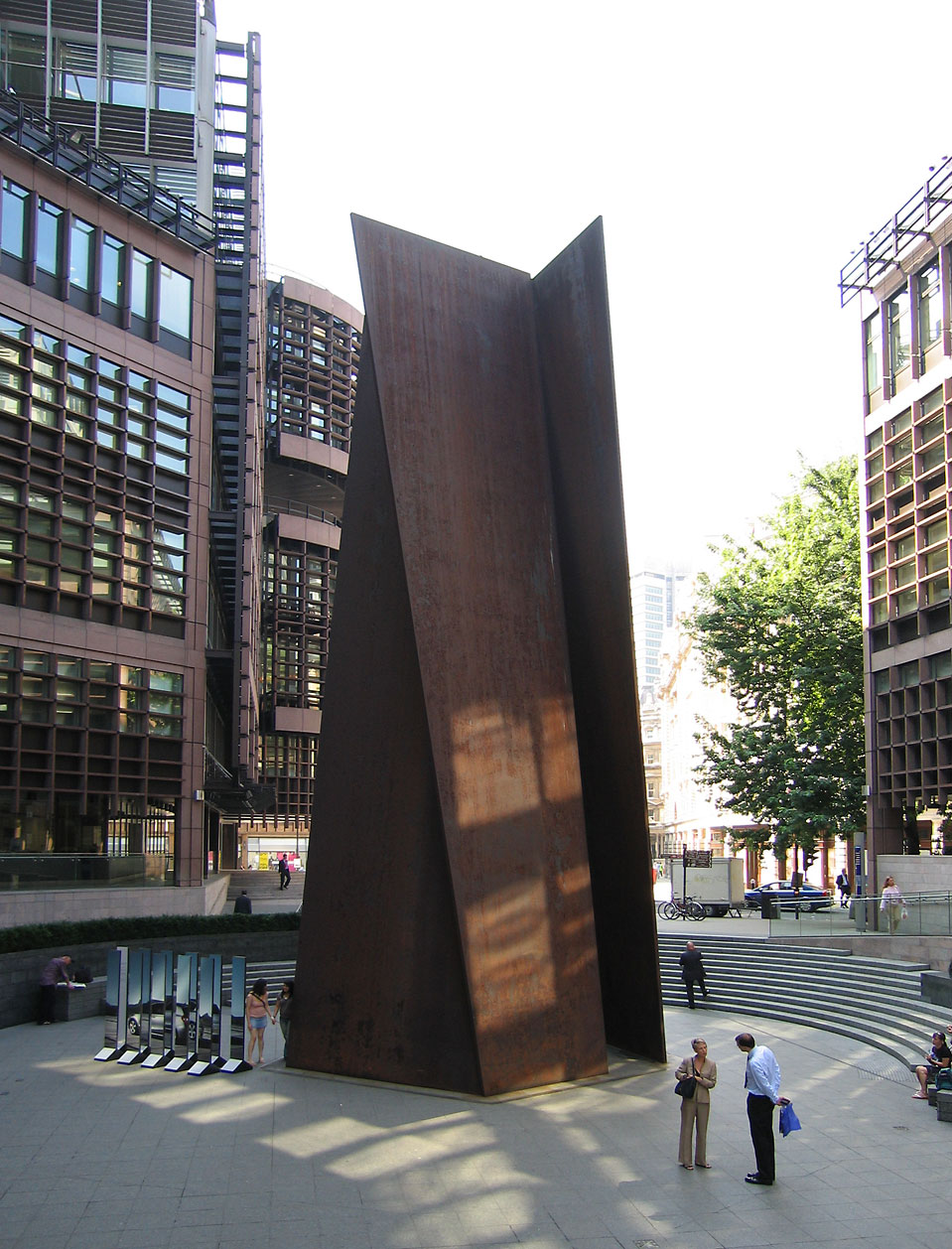
Stal kortenowska, która celowo zardzewiała, aby nadać powierzchni patyny

Stal o podwyższonej odporności na warunki atmosferyczne (stal corten, stal kortenowska) – rodzaj stali niskostopowej, na powierzchni której po wystawieniu na działanie czynników atmosferycznych samoczynnie pojawia się powłoka ochronna przypominająca rdzę. Nie jest całkowicie odporna na wodę, i jeśli gromadzi się ona np. w zagłębieniach, stal ta może ulec korozji. 
Jest używana m.in. do uzyskiwania specyficznie wyglądających elewacji.
Nazwa Cor-ten jest zarejestrowanym znakiem handlowym.